# Michael Wüstenberg
Michael Wüstenberg (Dortmund, 19 luglio 1954) è un vescovo cattolico e missionario tedesco, dal 1º settembre 2017 vescovo emerito di Aliwal.

## Biografia
Michael Wüstenberg è nato a Dortmund il 19 luglio 1954. È cresciuto ad Harburg, un quartiere di Amburgo, a quel tempo parte della diocesi di Hildesheim.

### Formazione e ministero sacerdotale
Ha frequentato le scuole primaria e secondaria ad Amburgo e poi ha studiato filosofia e teologia presso l'Università Filosofico-Teologica "San Giorgio" di Francoforte sul Meno e presso la Facoltà di teologia dell'Università di Friburgo in Brisgovia.
Il 5 giugno 1982 è stato ordinato presbitero per la diocesi di Hildesheim da monsignor Heinrich Maria Janssen. In seguito è stato vicario parrocchiale a Uelzen dal 1982 al 1985; vicario parrocchiale di Brema-Grohn dal 1985 al 1987 e parroco della parrocchia dei Santi Pietro e Paolo a Brema-Burglesum dal 1987 al 1992.
Nel 1992 è stato inviato in Sudafrica come missionario fidei donum. È stato parroco Sterkspruit dal 1992 al 2001 e nel contempo ha studiato a distanza per il dottorato in missiologia all'Università del Sudafrica che ottenuto nel 2001 con una tesi sulla Lettera di Giacomo. In seguito ha prestato servizio come vicario generale della diocesi di Aliwal dal 2001 al 2003; membro dello staff dell'Istituto nazionale per la pastorale della Conferenza dei vescovi cattolici dell'Africa Meridionale "Lumko" di Johannesburg dal 2003 al 2006 e professore di teologia pastorale e omiletica al seminario maggiore "San Giovanni Vianney" di Pretoria dal 2006.

### Ministero episcopale
Il 19 dicembre 2007 papa Benedetto XVI lo ha nominato vescovo di Aliwal. Ha ricevuto l'ordinazione episcopale il 24 febbraio successivo  nello stadio di calcio di Aliwal North dall'arcivescovo James Patrick Green, nunzio apostolico in Sudafrica, Namibia, Botswana, Lesotho, Swaziland e Botswana, co-consacranti l'arcivescovo metropolita di Bloemfontein Jabulani Adatus Nxumalo e il vescovo emerito di Aliwal Fritz Lobinger. Come motto ha scelto l'espressione "Scarlet - white as snow". Esso è tratto dal versetto 1,18 del Libro di Isaia dove si legge "Anche se i vostri peccati fossero come scarlatto, diventeranno bianchi come neve".
Nell'aprile del 2014 ha compiuto la visita ad limina.
Il 1º settembre 2017 papa Francesco ha accettato la sua rinuncia al governo pastorale della diocesi per motivi di salute.
È quindi tornato in Germania e ha preso residenza in un appartamento di Hildesheim. Nel frattempo è attivo nella diocesi di Hildesheim come vescovo diocesano emerito. Dal dicembre del 2020 è incaricato diocesano per il servizio di soccorso maltese, di cui è membro sin dalla giovinezza e nel quale è stato coinvolto come paramedico, macchinista e rappresentante della città prima di studiare teologia.
Nella primavera del 2021 ha fatto un'esperienza di servizio a bordo di una nave umanitaria dell'organizzazione non governativa Sea-Eye che si occupa di soccorrere rifugiati e migranti nel Mar Mediterraneo.

## Genealogia episcopale
La genealogia episcopale è:
- Cardinale Scipione Rebiba
- Cardinale Giulio Antonio Santori
- Cardinale Girolamo Bernerio, O.P.
- Arcivescovo Galeazzo Sanvitale
- Cardinale Ludovico Ludovisi
- Cardinale Luigi Caetani
- Cardinale Ulderico Carpegna
- Cardinale Paluzzo Paluzzi Altieri degli Albertoni
- Papa Benedetto XIII
- Papa Benedetto XIV
- Papa Clemente XIII
- Cardinale Marcantonio Colonna
- Cardinale Giacinto Sigismondo Gerdil, B.
- Cardinale Giulio Maria della Somaglia
- Cardinale Carlo Odescalchi, S.I.
- Vescovo Eugène de Mazenod, O. M. I.
- Cardinale Joseph Hippolyte Guibert, O. M. I.
- Cardinale François-Marie-Benjamin Richard de la Vergne
- Cardinale Pietro Gasparri
- Cardinale Clemente Micara
- Cardinale Antonio Samorè
- Cardinale Angelo Sodano
- Arcivescovo James Patrick Green
- Vescovo Michael Wüstenberg